# Dendryphantes patagonicus
Dendryphantes patagonicus là một loài nhện trong họ Salticidae.
Loài này thuộc chi Dendryphantes. Dendryphantes patagonicus được Eugène Simon miêu tả năm 1905.